# Eleotris pellegrini
Eleotris pellegrini е вид лъчеперка от семейство Eleotridae. Видът е почти застрашен от изчезване.

## Разпространение
Разпространен е в Мадагаскар.